# Empiri
 Der er for få eller ingen kildehenvisninger i denne artikel, hvilket er et problem. Du kan hjælpe ved at angive troværdige kilder til de påstande, som fremføres i artiklen.

Empiri af græsk empeirikós = "erfaringsmæssig", afledt af empeiría = "erfaring".
Empiri er viden efter sansning. Dvs. viden, der er blevet tilegnet via sanserne.

Dette kaldes også a posteriori-erkendelse (a posteriori: lat. 'fra det senere') og er fundamentet i empirisme.
I kontrast til dette er der rationalisme, hvori viden hævdes at opstå før sansning i kraft af logik og anses som værende uafhængig af sanserne.

Dette kaldes a priori-erkendelse (a priori: lat. 'fra det tidligere').
I forhold til videnskab, minus logikfokuserede fag så som matematik, så centrerer man sig i dag generelt om empiri for at generere viden.

Karl Popper har dog påpeget at videnskab for det første ikke kan bevise noget, hvilket var standarden for videnskabelig færd forud for hans påpegelse, jf. verifikation, og for det andet kun er i stand til at modbevise fejlagtige påstande, jf. falsifikation.
Inden for filosofi har der været kritik af både empirisme og rationalismes bud på viden.

René Descartes tvivlede fx både på det fundament som empirisme står på (sanserne), såvel som fundamentet af rationalisme (logik), i kraft af de mulige undtagelser til sikker viden som han fremsatte ud fra områdernes egne fundamenter.
Disse undtagelser fremsatte han dog via logik, og anses derfor som rationalist.